# リース・ホスキンス
リース・ディーン・ホスキンス（Rhys Dean Hoskins, 1993年3月17日 - ）は、アメリカ合衆国カリフォルニア州サクラメント出身のプロ野球選手（一塁手、外野手）。右投右打。MLBのミルウォーキー・ブルワーズ所属。

## 経歴

### プロ入りとフィリーズ時代
2014年のMLBドラフト5巡目（全体142位）でフィラデルフィア・フィリーズから指名され、プロ入り。契約後、傘下のA-級ウィリアムズポート・クロスカッターズでプロデビュー。70試合に出場して打率.237、9本塁打、40打点、3盗塁の成績を残した。
2015年はA級レイクウッド・ブルークロウズとA+級クリアウォーター・スレッシャーズでプレーし、2球団合計で135試合に出場して打率.319、17本塁打、90打点、4盗塁の成績を残した。オフにはオーストラリアン・ベースボールリーグのシドニー・ブルーソックスでプレーした。
2016年はAA級レディング・ファイティン・フィルズでプレーし、135試合に出場して打率.281、38本塁打、116打点、8盗塁の成績を残した。
2017年は開幕からAAA級リーハイバレー・アイアンピッグスでプレー。115試合に出場して打率.284、29本塁打、91打点、4盗塁の成績を残し、前後するが8月30日にはインターナショナルリーグMVPへの選出が発表された。8月10日にメジャー契約を結んでアクティブ・ロースター入りし、その日のニューヨーク・メッツ戦で「7番・左翼手」で先発出場してメジャーデビュー。8月14日のサンディエゴ・パドレス戦ではメジャー初を含む2本塁打を放った。さらにその後、8月26日のシカゴ・カブス戦で10号本塁打を放ち、メジャー史上最速となるデビュー17試合目で2桁本塁打到達の快挙を達成するなどの活躍もあり、8月のルーキー・オブ・ザ・マンスに選出された。最終成績の18本塁打もMLB史上最速での到達出ると同時に、8月以降にデビューした新人の最多記録となった。試合数が少なかったため、新人王投票では4位に留まった。
2018年は左翼手のレギュラーに定着。6月27日、球団史上最速で通算30本塁打に到達した。120試合で達成し、殿堂入りした外野手のチャック・クラインが保持していた132試合を更新した。7月3日にはまた球団史上最速の124試合で通算100打点に到達した。オールスターゲームには選出されなかったが、ホームランダービーには参加。2回戦では史上初の1ラウンド20本塁打を達成した（しかし、ここで敗退）。8月5日、キャリア151試合目にして、ドン・ハーストを超える球団史上最速で100四球を達成した。最終成績は打率.246、34本塁打、96打点を記録した。 守備では、ナショナルリーグの左翼手の中で失策数が6個と最多だった。

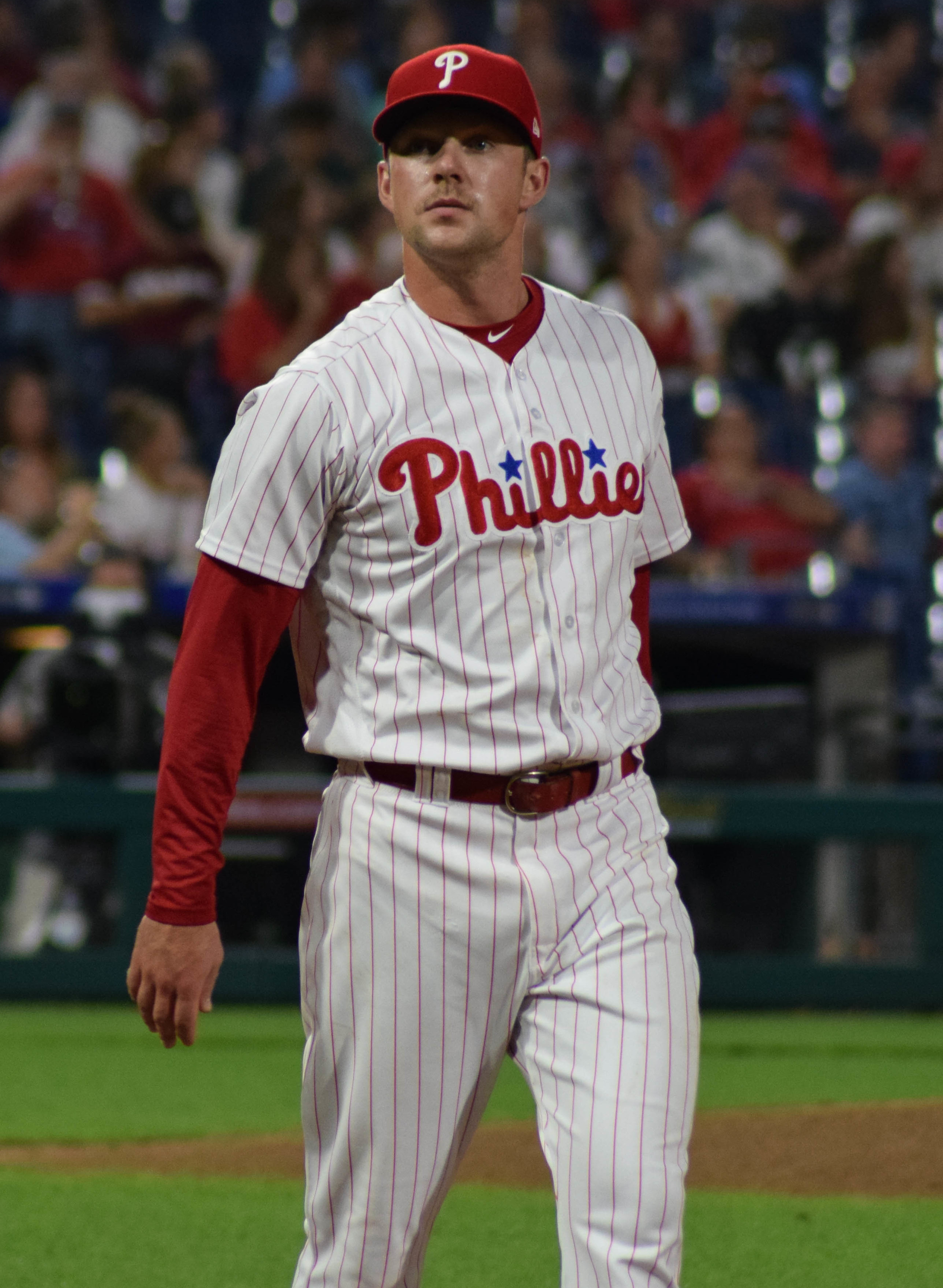
フィラデルフィア・フィリーズ時代
（2018年）

シーズン中の9月10日に2018日米野球のMLB選抜に選出された。オフの11月6日に訪日。2試合連続本塁打を記録した。
2019年は打率.245、29本塁打、85打点を記録し、116四球はリーグトップだった。
2020年10月5日に左肘のトミー・ジョン手術を受けたことを発表し、復帰まで4～6カ月かかる見通しであると明かした。
2022年は156試合の出場で打率.246、30本塁打、79打点を記録した。
2023年はスプリングトレーニングで負傷し、その影響で全休した。オフの11月3日にFAとなった。

### ブルワーズ時代
2024年1月26日にミルウォーキー・ブルワーズと2年総額3400万ドルで契約を結んだ。この年は131試合に出場して打率.214、26本塁打、82打点、OPS.722を記録した。シーズン終了後、選手オプションを行使せずに残留した。

## 詳細情報

### 年度別打撃成績
| 年 度    | 球 団    | 試 合 | 打 席 | 打 数 | 得 点 | 安 打 | 二 塁 打 | 三 塁 打 | 本 塁 打 | 塁 打 | 打 点 | 盗 塁 | 盗 塁 死 | 犠 打 | 犠 飛 | 四 球 | 敬 遠 | 死 球 | 三 振 | 併 殺 打 | 打 率 | 出 塁 率 | 長 打 率 | O P S |
| -------- | -------- | ----- | ----- | ----- | ----- | ----- | -------- | -------- | -------- | ----- | ----- | ----- | -------- | ----- | ----- | ----- | ----- | ----- | ----- | -------- | ----- | -------- | -------- | ----- |
| 2017     | PHI      | 50    | 212   | 170   | 37    | 44    | 7        | 0        | 18       | 105   | 48    | 2     | 0        | 0     | 2     | 37    | 1     | 3     | 46    | 2        | .259  | .396     | .618     | 1.014 |
| 2018     | PHI      | 153   | 660   | 558   | 89    | 137   | 38       | 0        | 34       | 277   | 96    | 5     | 3        | 0     | 5     | 87    | 2     | 9     | 150   | 7        | .246  | .354     | .496     | .850  |
| 2019     | PHI      | 160   | 705   | 570   | 86    | 129   | 33       | 5        | 29       | 259   | 85    | 2     | 2        | 0     | 6     | 116   | 6     | 11    | 173   | 10       | .226  | .364     | .454     | .819  |
| 2020     | PHI      | 41    | 185   | 151   | 35    | 37    | 9        | 0        | 10       | 76    | 26    | 1     | 0        | 0     | 0     | 29    | 0     | 5     | 43    | 4        | .245  | .384     | .503     | .887  |
| 2021     | PHI      | 107   | 443   | 389   | 64    | 96    | 29       | 0        | 27       | 206   | 71    | 3     | 2        | 0     | 2     | 47    | 0     | 5     | 108   | 7        | .247  | .334     | .530     | .864  |
| 2022     | PHI      | 156   | 672   | 589   | 81    | 145   | 33       | 2        | 30       | 272   | 79    | 2     | 1        | 0     | 4     | 72    | 0     | 6     | 169   | 12       | .246  | .332     | .462     | .794  |
| 2024     | MIL      | 131   | 517   | 449   | 59    | 96    | 14       | 0        | 26       | 188   | 82    | 3     | 0        | 0     | 6     | 53    | 1     | 7     | 149   | 11       | .214  | .303     | .419     | .722  |
| MLB：7年 | MLB：7年 | 798   | 3394  | 2876  | 451   | 684   | 163      | 7        | 174      | 1383  | 487   | 18    | 8        | 0     | 25    | 441   | 10    | 46    | 838   | 53       | .238  | .346     | .481     | .827  |

- 2024年度シーズン終了時
- 各年度の太字はリーグ最高

### 年度別守備成績
内野守備
| 年 度 | 球 団 | 一塁（1B） | 一塁（1B） | 一塁（1B） | 一塁（1B） | 一塁（1B） | 一塁（1B） |
| 年 度 | 球 団 | 試 合      | 刺 殺      | 補 殺      | 失 策      | 併 殺      | 守 備 率   |
| ----- | ----- | ---------- | ---------- | ---------- | ---------- | ---------- | ---------- |
| 2017  | PHI   | 27         | 185        | 18         | 3          | 17         | .985       |
| 2018  | PHI   | 17         | 105        | 11         | 0          | 9          | 1.000      |
| 2019  | PHI   | 158        | 1193       | 122        | 9          | 111        | .993       |
| 2020  | PHI   | 40         | 315        | 21         | 4          | 34         | .988       |
| 2021  | PHI   | 103        | 735        | 79         | 4          | 81         | .995       |
| 2022  | PHI   | 151        | 1098       | 103        | 12         | 103        | .990       |
| 2024  | MIL   | 94         | 602        | 55         | 3          | 52         | .995       |
| MLB   | MLB   | 590        | 4233       | 409        | 35         | 407        | .993       |

外野守備
| 年 度 | 球 団 | 左翼（LF） | 左翼（LF） | 左翼（LF） | 左翼（LF） | 左翼（LF） | 左翼（LF） |
| 年 度 | 球 団 | 試 合      | 刺 殺      | 補 殺      | 失 策      | 併 殺      | 守 備 率   |
| ----- | ----- | ---------- | ---------- | ---------- | ---------- | ---------- | ---------- |
| 2017  | PHI   | 30         | 44         | 2          | 1          | 0          | .979       |
| 2018  | PHI   | 135        | 235        | 5          | 6          | 0          | .976       |
| MLB   | MLB   | 165        | 279        | 7          | 7          | 0          | .976       |

- 2024年度シーズン終了時
- 各年度の太字はリーグ最高

### 表彰
MiLB
- インターナショナルリーグ最優秀選手賞（英語版）：1回（2017年）

MLB
- ルーキー・オブ・ザ・マンス：1回（2017年8月）

### 背番号
- 17（2017年 - 2022年）
- 12（2024年 - ）